# Lyndon (hrabstwo Sheboygan)
Lyndon – miasto w Stanach Zjednoczonych, w stanie Wisconsin, w hrabstwie Sheboygan.